# 梁津
梁津（1513年—1547年），字濟卿，廣東廣州府番禺縣人，明朝政治人物。

## 生平
嘉靖十三年（1535年）甲午科廣東鄉試第一名舉人。嘉靖二十年（1541年）辛丑科會試七十一名，二甲第七十三名進士。官刑部主事，改吏部。卒於官，年三十五。

## 家族
曾祖梁遂奇，主簿；祖父梁齊匡，興史；父梁天祚，母區氏。慈侍下。兄可久、梁可大（贡士）梁瀛、梁瀚（鸿胪寺序班）、梁瀾。弟梁潮、梁江、梁浩。